# Захист довкілля в нацистській Німеччині
Одним із аспектів націонал-соціалістичного режиму, що існував у Німеччині від 1933 до 1945 року, була послідовна зелена політика.

## Передумови
Ідеологія народного Руху, який набув у другій половині XIX століття популярності в Німеччині, зазнала впливу тоді ще молодої науки екології (примітно, що Ернст Геккель, творець терміна «екологія», був прихильником євгеніки). Тема «гармонії з природою» стала досить важливою для руху. Як писав історик Пітер Штауденмаєр «в умовах тріумфу промислового капіталізму мислителі-народники (нім. volkisch thinkers) проповідували повернення до землі, до простоти й цілісності, співзвучної чистоті природи».
Посталі в XX столітті з народного руху націонал-соціалістичні партії закономірно зберегли в своїй ідеології «зелені» положення. НСДАП не була винятком. Багато її лідерів (зокрема Адольф Гітлер, Герман Герінг і Генріх Гіммлер) були енвайронменталістами, підтримувати права тварин і збереження видів. Гітлер, за відомостями зі щоденників Геббельса, був вегетаріанцем і виступав проти антропоцентричної картини світу, стверджуючи, що люди не є чимось якісно вищим щодо інших тварин; також Геббельс згадував про намір Гітлера заборонити скотобійні в Рейху по закінченні Другої світової війни.
Ідеологічно необхідність захисту навколишнього середовища обґрунтовувалася цінністю крові і ґрунту: нацисти прагнули до збереження чистоти і того, й іншого. Нацисти відкидали антропоцентричні підстави для захисту прав тварин, стверджуючи, що добробут тварин має власну цінність.
Націонал-соціалісти ще до приходу до влади намагались реформувати законодавство Веймарської республіки в «зелений» бік. Зокрема, 1931 року депутати Рейхстагу від НСДАП внесли пропозицію заборонити вівісекцію, однак її, як і інші «зелені» ініціативи, не підтримали інші парламентські партії.

## Захист прав тварин
21 квітня 1933 року, майже відразу після приходу до влади, нацисти прийняли кілька законопроєктів, що обмежують права громадян на вбивство тварин. Зокрема, заборонялося умертвляти тварин без анестезії.
Нацистська Німеччина стала першою країною, яка заборонила вівісекцію. Відповідний закон набув чинності 16 серпня 1933 року. У зв'язку з його прийняттям Герман Герінг заявив, що всіх, хто «вважає, що з тваринами можна поводитися як з бездушною власністю», буде відправлено в концентраційний табір. Втім, 5 вересня того ж року прийнято поправку до закону, яка дозволяла університетам і дослідницьким центрам проводити вівісекцію, коли на те є наукова необхідність, за умови отримання відповідного дозволу від Міністерства внутрішніх справ і якщо тварину буде повністю знеболено.
24 листопада 1933 року прийнято закон про захист тварин (нім. Reichstierschutzgesetz), який встановив багато нових заборон, зокрема, заборони на використання тварин для знімання фільмів і громадських заходів у тих випадках, коли це може заподіяти тварині біль або шкоду здоров'ю, на насильницьке годування домашніх птахів і на розривання стегон живим жабам.
23 лютого 1934 прусське міністерство зайнятості та торгівлі постановило ввести обов'язкове навчання захисту тварин, починаючи з початкових класів.
Генріх Гіммлер пропонував повністю заборонити полювання на тварин, однак, оскільки полювання відігравало важливу роль у німецькому народному господарстві, та й масово відмовитися від м'яса німці готові не були, його пропозицію відхилили. Проте, полювання і риболовля в Третьому Рейху суворо регулювали, і за найменші порушення жорстоко карали. Відомий випадок, коли рибалку відправили до концтабору за те, що той обробив жабу.
3 липня 1934 року набув чинності новий закон про полювання (нім. Das Reichsjagdgesetz), який увів істотні обмеження на полювання. Також новим законом створено Німецьке мисливське товариство, основним завданням якого було навчати мисливців принципам етичного полювання. Вступ у товариство був обов'язковою умовою для отримання мисливської ліцензії.
Нацистська Німеччина стала першою в світі країною, яка прийняла спеціальні закони, спрямовані на захист вовків.
1934 року в Берліні пройшла Міжнародна конференція з прав тварин.
1938 року нацистський уряд запровадив захист тварин як предмет для вивчення в університетах.

## Захист лісів та інші «зелені» заходи
Німецькі нацисти створили перші в Європі заповідники, а також забезпечили безпрецедентний рівень державної підтримки екологічно безпечних методів ведення сільського господарства.
1936 року в Німеччині розгорнуто масштабну кампанію з лісорозведення.

## Вплив
Усі закони про захист прав тварин у сучасній Німеччині засновані на законах, прийнятих у Третьому Рейху.